# Tomasz Innocenty Zaporski
Tomasz Innocenty Zaporski herbu Gryf (zm. w 1681 roku) – skarbnik lubelski w latach 1658–1664.
Poseł województwa lubelskiego na sejmy: 1658, 1662, 1664/1665 roku.